# Brown Girl in the Ring (zabawa)

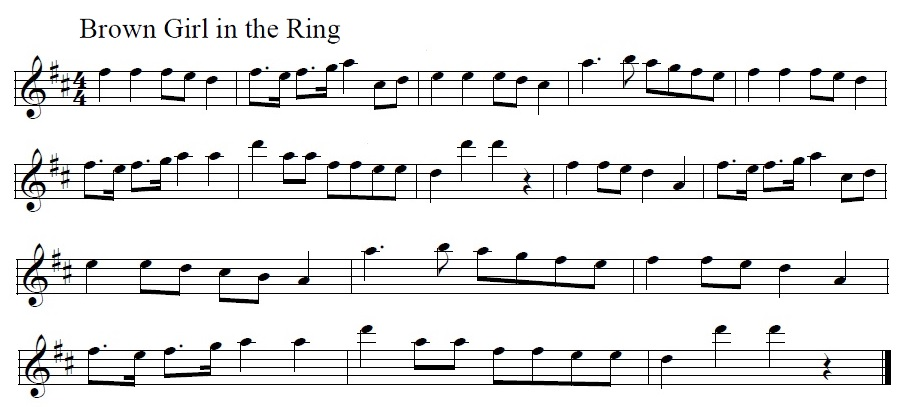
Zapis nutowy piosenki Brown Girl in the Ring

Brown Girl in the Ring (brązowa dziewczyna w kręgu) to dziecięca zabawa wywodząca się z Jamajki.
Grający (dziewczęta i chłopcy) formują krąg, trzymając się za ręce i śpiewając piosenkę. Jeden z uczestników znajduje się w środku kręgu, gdzie podskakuje lub idzie w rytm melodii. Na hasło Show me your motion (pokaż mi swój ruch) dziecko w centrum wykonuje swój ulubiony taniec. Na hasło Show me your partner (pokaż mi swojego partnera) wskazuje z kręgu następne dziecko, które dołącza do jego tańca.
Towarzysząca zabawie dziecinna piosenka „Brown Girl in the Ring” została wykorzystana w nagraniach Boney M, Raffi, The Wiggles i Dan Zanes.
Motyw tej zabawy stał się też tytułem książek:
- W kole stań, dziewczyno – Brown Girl in the Ring (powieść)(inne języki) – powieść autorstwa Nalo Hopkinson(inne języki),
- Brown Girl in the Ring (autobiografia) – autobiografia kanadyjskiego polityka Rosemary Brown.